# Kanton Vitrolles
Kanton Vitrolles is een kanton van het Franse departement Bouches-du-Rhône. Het kanton maakt deel uit van de arrondissementen Istres (2) & Aix-en-Provence (2).

## Gemeenten
Het kanton Vitrolles omvatte tot 2014 enkel de gemeente:
- Vitrolles

Bij de herindeling van de kantons door het decreet van 27 februari 2014, met uitwerking op 22 maart 2015, werden daar volgende 3 gemeenten aan toegevoegd:
- Bouc-Bel-Air
- Cabriès
- Saint-Victoret